# Entre dos marits
Entre dos marits (títol original en anglès, The Wilde Wedding) és una pel·lícula de comèdia romàntica del 2017 escrita i dirigida per Damian Harris, protagonitzada per Glenn Close, John Malkovich, Patrick Stewart i Minnie Driver. Es va estrenar en una selecció limitada de cinemes i es va carregar a la carta a partir del 15 de setembre de 2017. S'ha doblat al català.

## Sinopsi
La famosa actriu Eve Wilde es casa per quarta vegada, aquesta vegada amb l'escriptor Harold. El seu primer marit, l'actor Laurence Darling, i els seus fills i nets assisteixen al casament. A en Harold s'uneixen les seves dues filles i un dels seus amics de tota la vida. La tensió sexual i el romanç s'estén entre les dues famílies i uneix els convidats.

## Repartiment
- Glenn Close com a Eve Wilde
- John Malkovich com a Laurence Darling
- Patrick Stewart com a Harold
- Minnie Driver com a Priscilla Jones
- Jack Davenport com a Rory Darling
- Grace Van Patten com a Mackenzie Darling
- Noah Emmerich com a Jimmy Darling
- Peter Facinelli com a Ethan Darling
- Yael Stone com a Clementine
- Lilly Englert com a Rose
- Brigette Lundy-Paine com a Lara
- Jake Katzman com a Sam
- Tim Boardman com a Dylan
- Kara Jackson com a Bee
- Rob Langeder com a Al
- Joe Urla com a Nelson
- Santiago The Pawstar com a YoYo el gos